# Capra di San Clemente

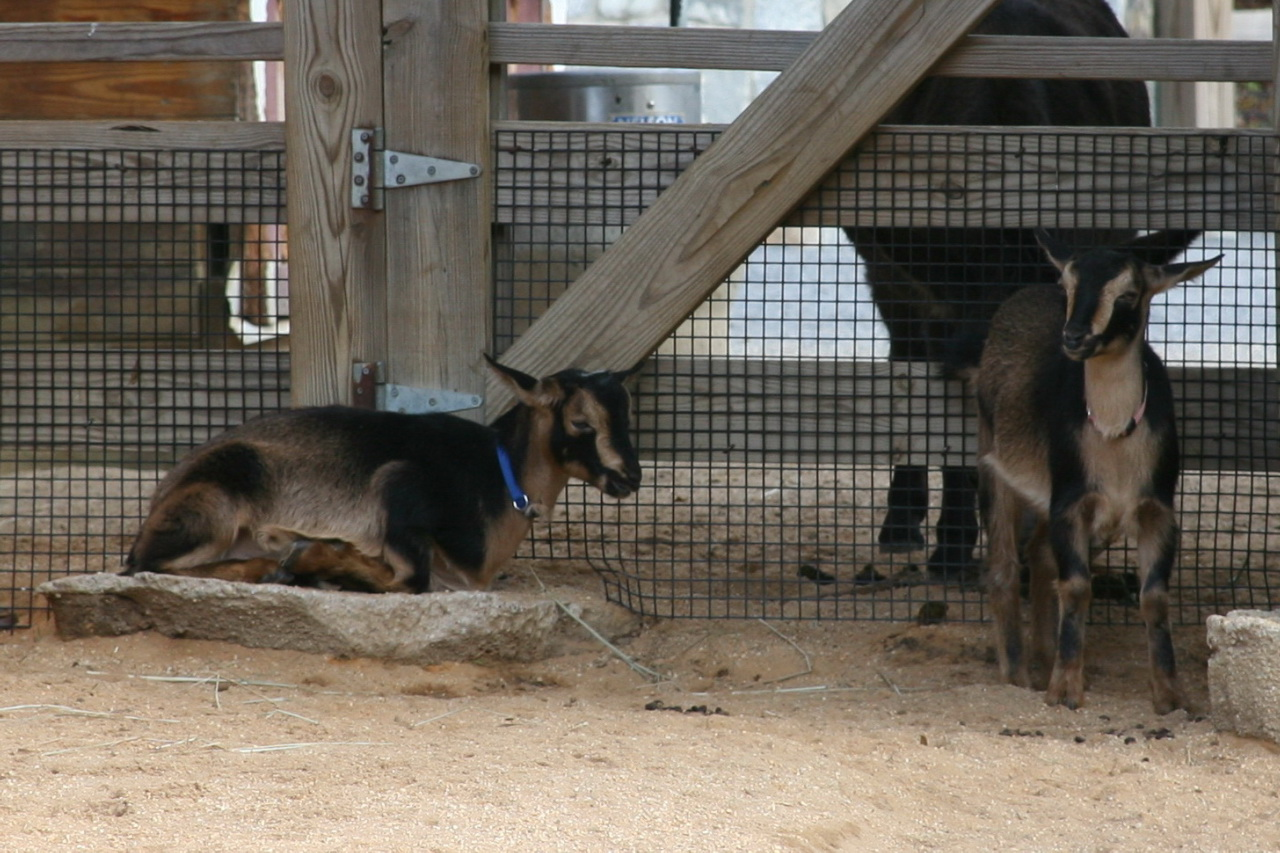
Una capra di San Clemente

Le capre di San Clemente (in inglese San Clemente Island goat) sono capre domestiche che abitano l'omonima isola nelle Channel Islands, al largo di Los Angeles, in California, sulla quale arrivarono da Santa Catalina nel 1875.
Le capre di San Clemente sono magre e slanciate, somigliano vagamente a dei cervi e possiedono fenotipo spagnolo; sono infatti discendenti di una rara razza di capra andalusa.
Nel 2007, la popolazione mondiale di questi animali era di 250 esemplari, diffusi negli Stati Uniti ed in Canada.

## Storia
Quando la marina militare statunitense paventò una presunta distruzione della flora e fauna endemiche della zona, cominciò il programma di eradicazione di questi animali dall'isola; falliti i tentativi di intrappolamento, la marina cominciò una campagna di caccia basata sul motto "sparare a vista".
Tale campagna fu fermata dal WWF, che sosteneva la sua inutilità in quanto le specie endemiche dell'isola di San Clemente sono esclusivamente animali e non possono essere minacciate dalle capre, perciò la marina voleva eliminarle dall'isola per altri scopi meno nobili.
Le capre, tuttavia, furono portate sul continente, dove vennero prese in consegna dalla famiglia Clapp e dal WWF, mentre alla marina fu dato il nulla osta per sterminare quelle che rimanevano sull'isola; l'ultima fu uccisa nell'aprile 1991.